# Hispo striolata
Hispo striolata là một loài nhện trong họ Salticidae.
Loài này thuộc chi Hispo. Hispo striolata được Eugène Simon miêu tả năm 1898.